# Генес, Науэль
Науэ́ль Алеха́ндро Ге́нес (исп. Nahuel Alejandro Génez; род. 18 июня 2003, Carlos Spegazzini, Буэнос-Айрес) — аргентинский футболист, защитник клуба «Бока Хуниорс».

## Клубная карьера
Генес — воспитанник клуба «Бока Хуниорс». 25 июля 2021 года в матче против «Банфилда» он дебютировал в аргентинской Примере.

## Международная карьера
В 2023 году в составе молодёжной сборной Аргентины Генес принял участие в молодёжном чемпионате Южной Америки в Колумбии. На турнире он сыграл в матчах против сборных Бразилии и Колумбии.